# BEAT CRUSADERS
BEAT CRUSADERS（ビート・クルセイダース）は、日本のロックバンド。略称はビークル、BECR。活動期間は1997年 - 2010年。

## メンバー

### 「散開」時のメンバー
- ヒダカトオル（本名：日高央（ひだかとおる）、1968年6月5日- 、千葉県船橋市高根台出身、血液型B型、明海大学卒） - ボーカル・ギター　在籍期限：1997年〜2010年
  - サラリーマンPUNXと称して、働きながらバンド活動を行っていた。
  - バンド結成時から散開まで唯一のオリジナルメンバー。
  - インディーズ時代の表記はhidaka、メジャー移籍後はカタカナ表記。
  - BEAT CRUSADERSを結成する前は、旧メンバーthaiと初代ドラムのイワハラと「PESELA-QUESELA-IN」（ペセラ・ケセラ・イン）というバンドでも活動していた（この時点では「日高央」表記）。
  - 散開（解散）後は、ソロ活動、ヒダカトオルとフェッドミュージック、MONOBRIGHTを経て、PUNKバンドTHE STARBEMSを結成。並行して様々なバンド、アーティストのプロデュースも行っている。ソロユニットGALLOWとしても活動中である。THE STARBEMSより前の活動は素顔にサングラスを着用して行っていたが、THE STARBEMSから素顔で活動し、アーティスト表記もカタカナから漢字の「日高央」に戻している。
  - 既婚者で1児の父。
- クボタマサヒコ（本名：久保田匡彦（くぼたまさひこ）、1973年9月23日- 、東京都生まれ神奈川県葉山町育ち）- ベース・ボーカル　在籍期限：2003年〜2010年
  - 元popcatcherのボーカリスト・ベーシスト・ギタリストであり、インディーズレーベルCAPTAIN HAUS RECORDINGSの取締役社長。
  - 自称、ビークルのトップブリーダー。ビークルの良心。裏のリーダー。
  - もともとはギタリストである。学生時代にフルートをやっていたが従兄と交換し、ギターをやる様になった。
  - ベースは、フェンダー・ジャズベース等の数種のベースを使い分けている。
  - 並行して「BANDWAGON」のギタリスト、「AVANTI」のギタリストとして活動していた。
  - 趣味でやっている写真を「横浜写真アパートメント」（テラウチマサト主催の写真展）に出展したこともある。
  - 昔は剣道部だったという。
  - 散開後は、並行して行っていた、自身が率いるバンド「kuh」のギター・ボーカルとして活動する一方、DJ活動や、カトウタロウとマシータ、ヒロヤマテツシ（RYUKYUDISKO）と共に「TOQUIO LEQUIO TEQUNOS（トキオ・レキオ・テクノス）」を結成、ベースとして活動中。
  - 現在は素顔で活動しているが、写真を撮られたりする際は横を向いたり、遠くの方にいたり、顔を隠すようにピースしたりするなど、はっきりと顔を見せない事が多い。
- カトウタロウ（本名：加藤太郎（かとうたろう）、1975年12月12日 、千葉県習志野市出身）- ギター・ボーカル　在籍期限：2003年〜2010年
  - 元FUNSIDEのギタリスト。
  - 学生時代はサッカー部。ギターを始めたのはこの頃で、体育祭の組体操で転落し腕を骨折、そのときに家にあったウクレレを触ったのがきっかけである。
  - 短パン、ブレザー、ギブソン・SGというスタイルは、カトウがリスペクトしているAC/DCのギタリスト、アンガス・ヤングのコスプレである。ちなみにスタジオに来たときの服装があまりにダサかったため、ヒダカに「SG持ってるならあれやれ!」といわれ、コスプレすることになる。
  - 大半の曲でコーラスを担当しているが、曲によってはメインボーカルやキーボード（ヤマハKX-5を使用）も担当する。
  - 既婚者である（2006年5月27日に千葉LOOKで行われたライブで婚姻発表）。
  - BEAT CRUSADERSと並行し、ヒダカらとともにGALLOWのボーカリストとして活動していたが、2007年12月16日に下北沢shelterで行われたfed musicのツアーファイナルにて脱退。
  - 散開後はフリーのギタリストとして活動している。また、「TOQUIO LEQUIO TEQUNOS」のギターとしてのほか、GOING UNDER GROUNDの中澤寛規とのユニット『ナカザタロウ』、キャプテンストライダムの永友聖也とのユニット『永友タロウ』としても活動中。
  - 現在は素顔で活動しており、テレビや雑誌等のメディアにも多く露出している。
  - オカマ口調で喋る事もある。
- マシータ（本名：山下博史（やましたひろふみ）、1972年7月25日- 、山口県下関市 出身、中京大学卒）- ドラム・コーラス　在籍期限：2003年〜2010年
  - 元NATSUMEN（ナツメン）のドラマー。ピアノも弾ける。バンドでは原始人キャラクター。
  - サークルKの社員だったことがある。
  - 素顔や体格、歩き方までもが安斎肇に似ているらしく『ミュージックステーション』出演時にタモリの楽屋を訪問した際にお墨付きをもらった。また後日別番組で本人と遭遇した際は本人に「君か!」と抱きしめられたとのこと。
  - 既婚者で2児の父（2007年4月30日『ヒダカトオルのオールナイトニッポン』にて婚姻発表、2008年3月16日HAWAIIAN6『RINGS TOUR FINAL 東京 7 DAYS』ゲスト出演に第一子妊娠発表、2008年8月10日に仙台ヒルサイドアウトレットで行われた『TALK CRUSADERS』で第一子誕生をメンバーが発表。（本人は欠席））。2011年9月22日には第二子が誕生。息子達は公式ブログにて度々登場している。
  - 散開後はフリーのドラマーとして活動している。また、「TOQUIO LEQUIO TEQUNOS」のドラムスとしても活動中。
  - 現在は素顔で活動している。
- ケイタイモ（本名：田辺啓太（たなべけいた）、1973年1月22日- 、静岡県出身、東洋大学卒） - キーボード・コーラス　在籍期限：2003年〜2010年
  - 元MONGHANG（モンハン）のベーシスト兼リーダー。
  - ヒダカトオルにバンドに誘われた時はキーボードが弾けなかった。
  - 絵が得意で、個展を開いた事や雑誌に掲載されたこともある。
  - トレードマークは辮髪。
  - 「BLOCKBASTARD」等のテクノボーカルは彼がつとめている。
  - 既婚者で（2007年10月8日『ヒダカトオルのオールナイトニッポン』にて婚姻発表）、2010年8月3日には第一子（長女）が誕生した。
  - 散開後は、かつてのMONGHANGのメンバーと新たに「WUJA BIN BIN」を結成。JOHNSON MOTORCAR、ATOM ON SPHEREのベース、GOING UNDER GROUNDのサポートキーボード、ベースとして素顔で活動している。

### 元メンバー
- umu （産屋敷光孝/うむやしきみつたか）（ベース、ギター(「キャンディマン」のみ)、ボーカル）1975年6月11日 - 在籍期限：1999年〜2003年 
  - 三重県桑名市出身。脱退後は「FREAKYFROG」を得て、現在は「big the grape」で活動中。
- araki （荒木隆之/あらきたかゆき）（ドラム、ベース(「キャンディマン」のみ)、ボーカル）1976年1月14日　- 、在籍期限：1998年〜2003年
  - 広島県広島市出身。崇徳中学、崇徳高校卒。元々弦楽器しかやったことないため、ビークル加入時はドラムが叩けなかった。2002年にはテニス肘でバンド一時離脱していた。(同年に復帰)脱退後は「DRUNK FUX」で活動していた。DRUNK FUX解散後はサラリーマン生活をしながら音楽活動を続けている。
- thai （田井宏之/たいひろゆき）1977年? - 2011年11月26日（キーボード、ギター、ボーカル）在籍期限：1998年〜2003年 
  - 千葉県出身。PESELA-QUESELA-IN時代からのメンバー。脱退後は普通に就業を勤めていたようである。時折、ライブで「ISOTONIC」が演奏される際に、元CAPTAIN HEDGE HOGのメンバーともに特別ゲストとして出演していた。また就業を平行に「glimmer (旧名:SOFTWARE)[3]」を不定期で活動していたが、2011年11月26日に心筋梗塞のため急逝。享年34歳[4]。
- 岩原幸夫（いわはらゆきお/イワハラユキオ）（ボーカル、ギター、ベース、ドラム、プログラム等）在籍期限：1997年〜1998年
  - 千葉県出身で日高央の同級生。thaiと同じくPESELA-QUESELA-IN時代からのメンバー。脱退後、グループ魂のドラマーを経て、自身がボーカルとギターを務めるBROKEN SPACE（現在は解散または活動休止している模様）、NEIGSを結成し活動中。ビークルのみならずGALLOWのオリジナルメンバーでもある。
- tomotaka hatano　在籍期限：1998年〜1999年
  - コンピレーションCD「CD Bros. Vol.1」にてベースとしてクレジットされている。
- kenji tamura　在籍期限：1997年~1998年
  - コンピレーションCD「For My Urban Life (Tokyo '98)」にてベースとしてクレジットされている。YouTubeにて、初期メンバーとして結婚パーティーで一緒に演奏する模様がアップされている。元TOTOS(THIS TIME RECORDSのギターポップバンド)のボーカル、キーボード、ギター。
- 有島修二　在籍期限：1998年頃
  - 短期間の在籍のため詳細不明。インディー系マガジン内のバンド紹介にてギターとして在籍していたことが確認される。

### メンバーによる別ユニット
- ANITA CHILIPEPPERS（シノブクルセイダース/アニータチリペッパーズ）
- ヒダカ以外の3人のメンバーとASPARAGUSの渡辺忍ともに活動していたパーティーバンド(当初のバンド名はシノブクルセイダーズ)3P3B所属で下北沢SHELTERを中心に2002年から2010年まで1年に一回3P3B忘年会ライブに出演しアルバムにも参加していた。(本来なら2011年のライブも開催予定だったがThaiの死で中止しバンドも解散となった。その予定していたライブはthaiの追悼ライブに変更した。)
  - ユキメンバー （ボーカル） thai
  - ウムメンバー （ギター） umu
  - ラキメンバー （ベース） araki
  - ノヴメンバー （ドラム） shinobu（ASPARAGUS）
- GALLOW（ガロウ）
  - ヒダカトオル
  - イワハラユキオ 現BROKEN SPACE。BEAT CRUSADERSの初代メンバー 2009年04月09日脱退
  - カトウタロウ 2007年12月16日脱退
- TOQUIO LEQUIO TEQUNOS
- SATURDAY GOOD-BYES
  - hidaka
  - umu
  - araki

## 概要
結成当初はPESELA-QUESELA-INから日高央と岩原幸夫（現NEIGS・元GALLOW・元BROKENSPACE・元グループ魂）による2人組の実験的なユニットであった。後に岩原が抜け、何度かのメンバーチェンジを経て旧メンバーが加入し4人組となったが、2003年にhidaka以外のメンバーが全員脱退、新たに4人が加入し5人組で活動。インディーズとしてLASTRUMで活動を続けていたが(この時点ではhidakaは別のインディーズレーベルLD&Kの社員であった)、2004年にSME系のDefSTAR RECORDSからメジャーデビューを果たす。同年、アニメ「BECK」の主題歌「HIT IN THE USA」（初のヒット曲）を発表し、ヒダカはそのアニメの音楽監督を担当した。
メディア出演時には、メンバー全員、常にモノクロの自画像を描いたお面を付け素顔を隠している。ライブでは、1曲目を歌い始める瞬間にお面を外して客に投げる。ライブ映像がテレビで放送される場合は、顔をモザイク処理で覆うか、お面のCGが合成される（CG合成は、1曲につき約10時間かかるとの事）。生中継やPVの場合はお面をつけたまま演奏する。
ライブでは下ネタコール（おまんコール・おちんコール）が名物。（おまんコールはアルバム「BEST CRUSADERS」、シングル「WINTERLONG」、アルバム「popdod」の初回特典DVDにて聞く事が出来る）。
グループ名は、ザ・フォーク・クルセダーズ（THE FOLK CRUSADERS、略称は「フォークル」）のビート版という意味。
CDの帯の片仮名表記が、旧メンバー時代は「ビート・クルセイダーズ」だったが、新メンバーになってから「ビート・クルセイダース」になっている。これは、メジャー入りする際に姓名判断をしたところ、2画多かったので、濁点を抜いたのである。しかし、新メンバーになってからの『MUSICRUSADERS 〜MASKED "SUPERSTAR" DJ ver.〜』のトークでは、ヒダカは「ズ」と言っている。結局のところは「ビート・クルセイダース」でも「ビート・クルセイダーズ」でも間違いでは無いとのこと。
2010年9月4日、「OTODAMA'10～音泉魂～」をもって「散開」（ヒダカがリスペクトするYMOが解散時に使用していた「散開」表記を引用）した。
解散の理由のひとつとして「現状5人で演れることは演り切った」としている。

### お面
お面を付け始めた由来としては諸説あり、その一つに、ヒダカが結成当時サラリーマン（インディーズレーベルLD&Kの正社員であった）だったことから、顔が分からない様にする為に付けた、というものがある。ヒダカ本人は「本来ならば（サラリーマンを続けていれば）今は課長・部長クラスでは?」と語る。他の説として「インディーズ時代に配っていた顔写真のフライヤーで顔を隠して写真を撮ってみたら、初期のYMOやDEVOみたいで匿名性があり面白かったから、メンバーの分も作って配った」とも語っている。単に顔や見た目で好き嫌いを判断される(いわゆるルッキズム)のが嫌だからという説も当時いくつかのインタビューで見受けられた。
2003年に新メンバー加入の時、ヒダカが「お面をつけて活動をしていれば素顔が公開されないから、AVとか借りやすくなるぞ」とメンバーを説得し、結果は即OKだったと、テレビ東京・JAPAN COUNTDOWN 9月10日放送分インタビューで語っていた。
ヒダカがELLEGARDENのラジオ番組で「2005年9月16日にテレビ朝日系音楽番組『ミュージックステーション』に出演した際には、司会のタモリに「タモリ仕様」のお面を着けてもらう」と公言し、これを果たした。後に渋谷陽一、BRAHMANのTOSHI-LOWと雑誌にて対談した際には三人ともお面をつけていた。
また2008年6月16日にフジテレビ系『HEY!HEY!HEY! MUSIC CHAMP』に出演した際には、司会のダウンタウンを含む出演者全員（テゴマス、トータス松本、いきものがかり、沢村一樹）の仕様のお面を用意し、それを全員につけさせトークをしていた。他にも過去共演した木村カエラ、ラジオ番組『SCHOOL OF LOCK!』の校長と教頭、YOUR SONG IS GOOD、阿藤快、つじあやの、高橋瞳等のものもあり、チャンスがあれば共演者のお面を作るのが習慣となっていた。
お面はマシータが製作している。(インディーズ時代は不明)
過去、クボタがお面を客席に投げた時に女性客の顔に命中してしまった事があり、後に客が怪我をしないように角を面取りするようにした。
ヒダカは「ミリオンセールスを達成したらお面をはずす」「TONIGHT, TONIGHT, TONIGHTが100万DL超えたらお面を外す」と語った事がある。しかし「本当にお面外すんですか?」と聞かれるとメンバーは「そんな……100万ダウンロードなんて行くわけないですから!」、ヒダカは「沢尻エリカちゃんでも50万DLだから」と当時のインタビューでも語っており（結果は15万ダウンロード）、ミリオンセールスに関しても「そんなに売れるわけない」とも語っていた。

### 散開後
散開（解散）後は特に表立った活動はないものの、メジャー期の音源はストリーミングやサブスクリプションサービスに解禁されている。
2011年11月26日、インディーズ時代のメンバーThaiが心筋梗塞のため34歳で急逝、ヒダカの自身の公式サイトで発表した。
また、インディーズ期のメンバーで急逝したthaiを偲んで、彼の命日である11月26日前後に、彼がリードボーカルを務める楽曲から「Saturday Good-Bye」と題された追悼イベントがインディーズ期のメンバーによって行われており、主にhidaka、umu、araki、iwaharaによってインディーズ期のナンバーが演奏されている。
2013年1月、ヒダカがthe starbemsのブログでバンドの本当の散開理由は音楽性の違いで解散したと明らかになった。
2016年、 ケイタイモとカトウタロウが80sポップユニット「 ヘヴンリーボーイズ」を結成。
HidakaとUmuが配信限定スピリットシングル「Becaustic」を2020年にリリースした。
散開から約10年が経った2020年8月28日、BEAT CRUSADERSがインディーズ(LASTRUM)時代に発表した6作品（「HOWLING SYMPHONY OF」「ALL YOU CAN EAT」「HANDSOME ACADEMY」「FORESIGHTS」「SEXCITE!」「BEST CRUSADERS」）のサブスクリプションサービスが解禁した。
そして同じ2020年11月27日から28日にかけてYouTubeで生配信されたSUMMER SONICのライヴ映像集「Summer Sonic Highlights on YouTube」で活動当時のアーカイヴ映像が使用された。
2024年7月22日には、メジャーデビュー作『A PopCALYPSE NOW』のリリースから20周年を記念し、歴代のミュージックビデオをYouTube上で順次公開することが発表された。

## 経歴[8]
- 1997年
  - PESELA-QUESELA-INに在籍していた日高央と岩原幸夫によって「BEAT CRUSADERS」結成。自身のEVOL RECORDS名義でデモテープを作成・販売し（ここからhidakaのようにアルファベット表記）、下北沢CLUB Queを中心にライブ活動開始。後にiwaharaが脱退し幾度かのメンバーチェンジを経て、PESELA-QUESELA-INよりthai、元メンバーたちの紹介などでumu、arakiが加入しインディーズ期のラインナップに。
- 1998年
  - イギリスで発売されたのコンピレーション・アルバム『For My Urban Life (Tokyo '98)』の収録曲　「Attention Please」と「Memento」で音源デビュー。
- 1999年
  - 5月10日 - LASTRUMから「NEVER POP ENOUGH e.p.」でインディーズデビュー。以降お面をして活動する。
- 2001年
  - 6月20日～7月1日 - アメリカ西海岸ツアー。
- 2002年
  - 4月19日～4月27日 - オーストラリアツアー。
- 2003年
  - 4月27月　- 日比谷公園大音楽堂でのライブが開催。　
  - 8月 - hidaka以外のメンバーが脱退。同時にLASTRUMとの契約も解消。[9]
  - 12月 - カトウタロウ・クボタマサヒコ・ケイタイモ・マシータが加入（ここからカタカナ表記に）。クボタが取締役社長を務めるCAPTAIN HAUS RECORDINGS内にヒダカが立ち上げたレーベル「NAKED TEACHER」へ移籍。
- 2004年
  - 6月 - メジャーへ移籍。DefSTAR RECORDSへ。
  - 7月22日 - DefSTAR RECORDSからミニアルバム『A PopCALYPSE NOW 〜地獄のPOP示録〜』でメジャーデビュー。
  - 8月 - BEAT CRUSADERS主催のロックフェスティバル「BOYZ OF SUMMER」を開始。
  - 10月20日 - メジャーデビュー後初のシングル「HIT IN THE USA」リリース。アニメ「BECK」のオープニングテーマとなる。さらに同番組の音楽プロデューサーをヒダカが担当。
- 2005年
  - 4月 - ヒダカがSPACE SHOWER TVで毎週木曜18時～19時にレギュラー放送『STUDIO GROWN』を開始。
  - 4月13日 - シングル「FEEL」発売。
  - 5月11日 - メジャー1stフルアルバム『P.O.A.〜POP ON ARRIVAL〜』発売。
  - 6月1日 - アルバムから「LOVEPOTION #9」をDVDシングルとしてリカット。アナログ盤シングルも同時発売。
  - 9月7日 - リクエストカバーアルバム『MUSICRUSADERS』発表。
  - 9月28日 - ビデオクリップ集『PHANTOMS OF THE PopERA 〜ポペラ座の怪人たち〜』発売。また、アルバム「MUSICRUSADERS」から「I CAN SEE CLEARLY NOW」をアナログ盤シングルとしてリカット、同時発売された。
- 2006年
  - 4月 - ヒダカがSPACE SHOWER TVで毎週月曜23時～24時にレギュラー放送『WORLD RIDE』を開始。
  - 4月4日 - 「TONIGHT,TONIGHT,TONIGHT」がアニメ『BLEACH』OP主題歌になる。
  - 4月5日 - ビークル初の両A面シングル「DAY AFTER DAY/SOLITAIRE」発表。
  - 4月7日 - ヒダカがFM802で毎週金曜23時～24時にレギュラー放送『NTTドコモ関西 BEAT ON THE RADIO』を開始。
  - 4月8日 - ヒダカがJ-WAVEで毎週金曜27時～29時にレギュラー放送『HANDSOME★ACADEMY』を開始。
  - 5月3日 - YOUR SONG IS GOODとのスプリットアルバム『BOOOOTSY』発売。同時にアナログ盤シングル「FOOL GROOVE/OUR MELODY」も発売。
  - 9月6日 - シングル「TONIGHT,TONIGHT,TONIGHT」発売。
  - 10月11日 - TROPICAL GORILLAとのスプリットアルバム『CELL No.9』発売。
- 2007年
  - 1月1日 - ヒダカがニッポン放送で毎週月曜25時～27時にレギュラー放送『BEAT CRUSADERS ヒダカトオルのオールナイトニッポン』を開始。
  - 1月17日 - ASPARAGUSとのスプリットアルバム『NIGHT ON THE PLANET』を発売。同時にインディーズ時代のベスト・アルバム『BEST CRUSADERS』とDVD『1999-2003 LASTRUM YEARS』がセットになった『1999-2003 LASTRUM YEARS CDVD BOX』を発売。
  - 4月9日 「BEAT CRUSADERS」がニッポン放送主催でオールナイトニッポン40周年始球式!らいぶはじめまAX!!を、ジン・椿屋四重奏・Base Ball Bearと共に開催。
  - 4月18日 - シングル「GHOST」発売。
  - 5月30日 2ndフルアルバム『EPopMAKING 〜Popとの遭遇〜』発売。
  - 5月31日 全国ツアー「EPopMAKING SENSE 2007」スタート。
  - 10月7日 「WINTERLONG」がアニメ『獣神演武 -HERO TALES-』OP主題歌になる。
- 2008年
  - 1月16日 - シングル「WINTERLONG」発売。
  - 2月20日 つじあやの×BEAT CRUSADERSの楽曲「ありえないくらい奇跡」が、『超劇場版ケロロ軍曹3 ケロロ対ケロロ天空大決戦であります!』の主題歌に抜擢される。
  - 6月4日 - デビュー10周年、ヒダカトオル40歳を記念した3rdフルアルバム『popdod』発売。
  - 6月6日 全国ツアー「LEMON HEAD 2008」スタート。その後、「SUMMEREND 2008」「SHOOT THE SKY 2008」と立て続けにツアーを行う。また、同時進行でアコースティックライブ「ART CRUSADERS」も行われた。
- 2009年
  - 2月18日 メジャーデビュー後初のベスト・アルバム『VERY BEST CRUSADERS』発売。
  - 2月21日 ベストアルバムを引っさげ、ZEPPツアー「Oh my ZEPP」スタート。
  - 6月10日 ZEPPツアー・ドラマを収録したDVD『Oh my ZEPP/PRETTY IN PINK FLAMINGO』発売。
  - 6月24日 メロン記念日とのコラボレーションシングル「DON'T SAY GOOD-BYE」TOWER RECORDS限定発売。
  - 7月2日 高橋瞳×BEAT CRUSADERSの楽曲「ウォーアイニー」が、アニメ『銀魂』エンディングテーマに抜擢される。
  - 9月9日 『Oh my ZEPP/PRETTY IN PINK FLAMINGO』ブルーレイディスク盤およびサウンドトラック、高橋瞳×BEAT CRUSADERSのシングル「ウォーアイニー」発売。
  - 9月23日 シングル「LET IT GO」発売。
- 2010年
  - 6月6日 午前6時6分6秒、オフィシャルウェブサイト上で9月4日付での解散を発表。旧知の雑誌やメディア等にも一切事前告知をしない電撃発表であった[10]
  - 8月4日 DVDシングル「Situation」発売。
  - 9月4日 「OTODAMA'10～音泉魂～」をもって散開[11]。

## ディスコグラフィ

### インディーズ時代

#### シングル

##### LASTRUM
| 枚                  | リリース日    | タイトル              | 規格 | 品番       | 備考   |
| ------------------- | ------------- | --------------------- | ---- | ---------- | ------ |
| 1st                 | 1999年5月10日 | NEVER POP ENOUGH e.p. | CD   | LASCD-0015 | 廃盤   |
| 2nd                 | 2000年1月20日 | FIRESTARTER           | CD   | LASCD-0017 | 廃盤   |
| 3rd Big Maxi Single | 2000年7月20日 | HANDSOME ACADEMY      | CD   | LASCD-0021 |        |
| 3rd                 | 2002年1月25日 | CAPA-CITY             | CD   |            | 非売品 |

#### その他のシングル
| リリース日    | タイトル              | 品番       | 備考                  |
| ------------- | --------------------- | ---------- | --------------------- |
| 2000年6月24日 | POWERED BY PUNK vol.1 | LASCD-0022 | REGISTRATORSとのSPLIT |
| 2002年9月18日 | Diggin' in the Street | LASCD-0028 | RUDE BONESとのSPLIT   |

##### NAKED TEACHER/CAPTAIN HAUS RECORDINGS
| 枚  | リリース日    | タイトル    | 規格 | 品番   | 備考                                                |
| --- | ------------- | ----------- | ---- | ------ | --------------------------------------------------- |
| 4th | 2003年12月1日 | GIRL FRIDAY | CD   | CH-007 | タワーレコード限定発売 初回限定ステッカーシート封入 |
| 5th | 2004年4月21日 | SENSATION   | CD   | CH-009 | 初回限定ジャケット                                  |

#### オリジナル・アルバム

##### LASTRUM
|     | リリース日    | タイトル               | 規格 | 規格品番  |
| 1st | 1999年6月10日 | HOWLING SYMPHONY OF... | CD   | LACD-0017 |
| 2nd | 2000年3月20日 | ALL YOU CAN EAT        | CD   | LACD-0027 |
| 3rd | 2001年5月10日 | FORESIGHTS             | CD   | LACD-0036 |
| 4th | 2002年10月9日 | SEXCITE!               | CD   | LACD-0047 |

#### その他アルバム

##### SPOILED RECORDS
| 枚       | リリース日 | タイトル                          | 規格     | 品番     | 備考 |
| -------- | ---------- | --------------------------------- | -------- | -------- | --- |
| 1st DEMO | 1997年？   | DEMO TAPEby... the BEAT CRUSADERS | カセット | SR-001-T | umu、araki、thaiの旧メンバー編成だったインディーズでデビューするよりも前であり、日高央と岩原幸夫の2人組ユニットだった結成当時に制作されたデモテープ。 |

##### LASTRUM
| 枚               | リリース日    | タイトル                                      | 規格   | 品番                                      | 備考 |
| ---------------- | ------------- | --------------------------------------------- | ------ | ----------------------------------------- | --- |
| スプリット       | 2001年3月10日 | WXY                                           | CD     | LASCD-0024                                | CAPTAIN HEDGE HOGとのSPLITミニアルバム                                                                           |
| スプリット       | 2003年6月25日 | OZZY!!                                        | CD     | LASCD-0059                                | SK@YMATE'SとのSPLITミニアルバム                                                                                  |
| ベスト           | 2003年8月27日 | BEST CRUSADERS                                | CD     | LACD-0060                                 | LIMITED EDITION BOX（初回限定盤）：1/16スケール 彩色メンバーフィギュア付                                         |
| ベスト＋DVD      | 2007年1月17日 | 1999-2003 LASTRUM YEARS CDVD BOX              | CD+DVD | LACDV-0003（初回盤） LACDV-0004（通常盤） | 「BEST CRUSADERS」と「1999-2003 LASTRUM YEARS」のセット。 初回限定プライス ￥2940（通常盤：￥3990）              |
| コンピレーション | 2010年10月6日 | LUST CRUSADERS - OTHER SIDE OF BEAT CRUSADERS | CD     | LACD-0200                                 | インディーズ時代のレアトラック、スプリットアルバムやコンピレーションアルバムに収録されていた楽曲を集めたアルバム |

#### ビデオ・DVD
- EYEBALL EXERCISES (2000年9月20日、廃盤)
- 1999-2003 LASTRUM YEARS (2004年2月25日、通信販売のみで発売、現在廃盤)

#### 参加作品
- For My Urban Life (Tokyo '98) (1998) GVM-0001

　　　「Attention Please」と「Memento」で参加、メンバーがインディーズデビュー時以前なので異なっていてumuではなくKenji Tamuraとなっている。
- CD Bros. Vol.1(1998/12/16) CD 品番 TECN-19474　発売 テイチク

　　　「SPINACH」で参加、これもメンバーがインディーズデビュー時以前なので異なっていてumuではなくtomotaka Hatanoとなっている。
- 特撮狂 TOKUSATZCREW (1999年10月10日)
「秘密戦隊ゴレンジャー」で参加。
- DIVE INTO DISNEY (2002年10月20日)
「MICKEY MOUSE CLUB MARCH」で参加。
- BEAT OFFENDERS〜A TRIBUTE TO THE COLLECTORS (2002年10月23日)
「キャンディマン」で参加。
- Dive into DISNEY⇔MOSH PIT ON DISNEY E.P. NO.2(2003年10月08日)
「Can't Help Falling in Love」（ヒダカトオル(BEAT CRUSADERS)名義）で参加。
- MOSH PIT ON DISNEY (2004年7月28日)）
「GIVE A LITTLE WHISTLE」（ヒダカトオル(BEAT CRUSADERS)名義）で参加。
- THE BLUE HEARTS tribute (2002年4月25日) / THE BLUE HEARTS "25th Anniversary" TRIBUTE (2010年2月24日)
「青空」で参加。

#### その他収録作品
- CLASS OF THE 80'S GREEN (1999年11月20日)
収録楽曲：99 LUFTBALLONS
- CLASS OF THE 80'S ORANGE (1999年11月20日)
収録楽曲：KIDS IN AMERICA
- Tribute To The Pixies  (2000年7月20日)
収録楽曲：Debaser
- No Indies No Major (2001年3月10日)
収録楽曲：Base Bone Boogie
- SUSIE SHOOTS(2003年)
収録楽曲：SAD SONG(PRE-PRODUCION)
- LAST GIG 020704 (2002年9月27日)
収録楽曲：ISOTONIC

### メジャー・デビュー後

#### シングル
| 枚   | リリース日     | タイトル                | 規格                          | 品番                                      | 備考                                                                                                   |
| ---- | -------------- | ----------------------- | ----------------------------- | ----------------------------------------- | --- |
| 6th  | 2004年10月20日 | HIT IN THE USA          | CD（CCCD） CD（CD-DA）        | DFCL-1167 DFCL-1267                       | 初回生産分："BECK×BECR コラボレーションステッカー"封入                                                 |
| 7th  | 2005年4月13日  | FEEL                    | CD                            | DFCL-1188                                 | 初回生産分：プレゼント応募券付"感汁ステッカー"封入                                                     |
| 8th  | 2006年4月5日   | DAY AFTER DAY/SOLITAIRE | CD                            | DFCL-1270（初回盤） DFCL-1271（通常盤）   | 初回生産限定盤：ボーナストラック2曲収録 どっちが表かわからないダブルジャケット仕様 エンダァ ライナー付 |
| 9th  | 2006年9月6日   | TONIGHT,TONIGHT,TONIGHT | CD                            | DFCL-1314（初回盤） DFCL-1315（通常盤）   | 初回生産限定盤：ボーナストラック2曲収録 初回仕様限定盤：「BLEACH」描き下ろしワイドキャップステッカー   |
| 10th | 2007年4月18日  | GHOST                   | CD+DVD（初回盤） CD（通常盤） | DFCL-1366/7（初回盤） DFCL-1368（通常盤） | 初回生産限定盤：CD+DVD                                                                                 |
| 11th | 2008年1月16日  | WINTERLONG              | CD                            | DFCL-1413                                 | 初回仕様限定盤：「獣神演武-HERO TALES-」描き下ろしワイドキャップステッカー                             |
| 12th | 2009年9月23日  | LET IT GO               | CD                            | DFCL-1593                                 | |

#### その他のシングル
| リリース日    | タイトル           | 品番      | 備考 |
| ------------- | ------------------ | --------- | --- |
| 2009年6月24日 | DON'T SAY GOOD-BYE | TGCS-5664 | コラボレーションシングル（メロン記念日×BEAT CRUSADERS）                                                  |
| 2009年9月9日  | ウォーアイニー     | SRCL-7114 | コラボレーションシングル（高橋瞳×BEAT CRUSADERS） 初回仕様限定盤：「銀魂」描き下ろしアニメ絵柄セルシート |
| 2010年8月4日  | Situation          | DFBL-7139 | DVDシングル                                                                                              |

#### オリジナル・アルバム
| 枚  | リリース日    | タイトル                   | 規格                                                      | 品番                                                                      | 備考 |
| --- | ------------- | -------------------------- | --------------------------------------------------------- | ------------------------------------------------------------------------- | --- |
| 1st | 2005年5月11日 | P.O.A. -POP ON ARRIVAL-    | CD                                                        | DFCL-1199（初回盤） DFCL-1200（通常盤）                                   | 初回3大特典： ・ボーナストラック2曲収録 ・BECR×CARPET. コラボレーションステッカー封入 ・スペシャルグッズプレゼント応募券封入                                                         |
| 2nd | 2007年5月30日 | EPopMAKING 〜Popとの遭遇〜 | CD+DVD（初回盤） CD（通常盤）                             | DFCL-1371/2（初回盤） DFCL-1373（通常盤）                                 | 初回生産限定盤：CD+DVD 応募券付ステッカー封入 |
| 3rd | 2008年6月4日  | popdod                     | 4CD+DVD（アニバーサリー盤） CD+DVD（初回盤） CD（通常盤） | DFCL-1470/4（アニバーサリー盤） DFCL-1475/6（初回盤） DFCL-1477（通常盤） | 完全生産限定盤：アニヴァーサリーパッケージ CD+DVD ボーナスCD3枚（「NEVER POP ENOUGH e.p.」「FIRESTARTER」「CAPA-CITY」復刻版） 限定スペシャルカード(13枚+1枚) 初回生産限定盤：CD+DVD |

#### その他アルバム
| 枚                       | リリース日     | タイトル                                 | 規格                       | 品番                                        | 備考 |
| ------------------------ | -------------- | ---------------------------------------- | -------------------------- | ------------------------------------------- | --- |
| ミニ                     | 2004年7月22日  | A PopCALYPSE NOW 〜地獄のPOP示録〜       | CD（CCCD） CD（CD-DA）     | DFCL-1146 DFCL-1217                         | |
| リクエストカバー         | 2005年9月7日   | MUSICRUSADERS                            | CD                         | DFCL-1221（初回盤） DFCL-1222（通常盤）     | 初回生産限定盤：MASKED "SUPERSTAR" DJ ver. （メンバー自身によるDJ入り）                                                                                                 |
| スプリット               | 2006年5月3日   | BOOOOTSY                                 | CD                         | DFCL-1313                                   | YOUR SONG IS GOODとのSPLITミニアルバム 初回仕様：ライナー付ブックレット仕様 シングル「DAY AFTER DAY/SOLITAIRE」とのW購入施策応募券付                                    |
| スプリット               | 2006年10月11日 | CELL No.9                                | CD                         | DFCL-1316                                   | TROPICAL GORILLAとのSPLITミニアルバム 初回仕様：シングル「TONIGHT,TONIGHT,TONIGHT」とのW購入特典応募券封入                                                              |
| スプリット               | 2007年1月17日  | NIGHT ON THE PLANET                      | CD                         | DFCL-1322                                   | ASPARAGUSとのSPLITミニアルバム 初回仕様：購入特典応募券封入 |
| ベスト                   | 2009年2月18日  | VERY BEST CRUSADERS                      | CD+DVD                     | DFCL-1545/6（初回盤） DFCL-1547/8（通常盤） | 初回生産限定盤：「PHANTOM PLANET」「Have You Seen Her Happy?」収録 通常盤：「DANCING QUEEN」「IMAGINE?」収録                                                            |
| サウンドトラック         | 2009年9月9日   | PRETTY IN PINK FLAMINGO サウンドトラック | CD                         | DFCL-1590                                   | DVD「Oh my ZEPP/PRETTY IN PINK FLAMINGO」に収録のドラマ「PRETTY IN PINK FLAMINGO」の挿入歌を集めたミニアルバム。 初回仕様限定盤：「銀魂」描き下ろしアニメ絵柄セルシート |
| コンピレーションアルバム | 2010年10月6日  | REST CRUSADERS                           | 2CD（初回盤） CD（通常盤） | DFCL-1689/90（初回盤） DFCL-1691（通常盤）  | 初回生産限定盤：ボーナスディスク付2枚組 |
| ライヴ                   | 2010年12月15日 | LOST CRUSADERS                           | CD+DVD CD+Blu-ray Disc     | DFCL-1721/2 DFCL-1723/4                     | CD+DVD CD+Blu-ray Disc 2形態で発売 初回限定：スペシャルパッケージ（ロングデジパック）仕様                                                                               |
| ライヴ                   | 2024年10月20日 | Live Tour “Oh my ZEPP” 2009              | 配信限定                   |                                             | DVD「Oh my ZEPP/PRETTY IN PINK FLAMINGO」に収録の2009年に開催した全国ZEPP TOUR『Oh my ZEPP』のライブの模様を音源化されたアルバム。                                      |

#### DVD
- LOVEPOTION#9 (2005年6月1日)
- PHANTOMS OF THE PopERA 〜ポペラ座の怪人たち〜 (2005年9月28日)
- Oh my ZEPP/PRETTY IN PINK FLAMINGO (DVD：2009年6月10日 Blu-ray Disc：2009年9月9日)

#### アナログ盤
- LOVEPOTION #9/BLOCKBASTARD (2005年6月1日)
- I CAN SEE CLEARLY NOW/THERE SHE GOES (2005年9月28日)
- FOOL GROOVE/OUR MELODY (2006年5月3日)

#### 参加作品
- animation BECK soundtrack "KEITH" (2005年3月9日)
ヒダカが音楽監督を務めたアニメ「BECK」の使用楽曲のオリジナルバージョンを集めたサントラ。
BEAT CRUSADERSは「50￠ WISDOM」「MOON ON THE WATER」で参加。
- animation BECK original soundtrack "BECK" (2005年3月9日)
ヒダカが音楽監督を務めたアニメ「BECK」の使用音源を集めたサントラ（「FOLLOW ME」ではカトウタロウがボーカルを担当）。
- COMPI CRUSADERS '68〜'77 vol.37 (2005年9月7日)
ヒダカ選曲・監修のコンピレーションアルバム（BEAT CRUSADERSの楽曲は未収録）
- A Tribute to Shonen Knife -Folk and Spoon- (2006年6月16日)
「E.S.P.」で参加。
- HUSKING BEE (2007年3月21日)
「BY CHANCE」で参加。
- THUNDER TRACKS -Tribute to AC/DC- (2008年3月26日)
「THUNDERSTRUCK」で参加。
- デトロイト・メタル・シティ トリビュートアルバム～生贄メタルMIX～ (2008年3月28日)
「HIT IN THE D.M.C.」で参加。
- A Tribute To SNUFF yowavinalaaaafincha? (2008年9月27日)
「Sweet Dreams」で参加。
- METAL－IKKA～メタル一家 (2008年10月22日)　メタリカのトリビュートアルバム
「One」で参加。
- イエスタデイ・ワンス・モア〜TRIBUTE TO THE CARPENTERS〜 (2009年3月25日)
「SOLITAIRE」で参加。
- Erection!!!～TRIBUTE TO NOT REBOUND～ (2009年9月2日)
「I WANNA BE A DREAMMAKER」で参加。

#### その他収録作品
- ASIAN KUNG-FU GENERATION presents NANO-MUGEN COMPILATION 2006 (2006年7月5日)
収録楽曲：「ANOTHER TIME/ANOTHER STORY」
- BLEACH THE BEST (期間限定盤：2006年12月13日、通常盤：2008年12月17日)
収録楽曲：「TONIGHT,TONIGHT,TONIGHT」
- One by One kzk sound track from adidas originals by originals
収録楽曲：「PERFECT DAY "ART CRUSADERS" MIX」

#### 楽曲提供/プロデュース作品
- 木村カエラ「Snowdome」 (2007年1月17日):表題曲の作曲・共編曲。「Dive Into Shallow」(2008年2月6日):電気グルーヴの石野卓球プロデュースによるシングル「Jasper」カップリング曲の作曲・編曲。
- 高橋瞳「ウォーアイニー」「珈琲ミルク」(2009年9月9日)。「ジレンマ」(2011年9月28日)
- メロン記念日「DON'T SAY GOOD-BYE」「ALWAYS LOVE YOU」(2010年2月17日)

### MV
メジャー期のほとんどのMVにTROPICAL GORILLAのベーシスト、CIMが出演している。石坂ちなみ・花井美理・北乃きい・肘井美佳・栗羽美来などが、MVに出演したこともある。またシングル「TONIGHT, TONIGHT, TONIGHT」に木村カエラが出演し、同日発売の木村のシングル「TREE CLIMBERS」のMVにはビークルが出演している。木村曰く「何故あんな人間ぽくない動きができるのだろう」とのこと。「GHOST」には辰巳奈都子が出演している。

## タイアップ一覧
| 使用年 | 曲名                          | タイアップ                                                                       |
| ------ | ----------------------------- | -------------------------------------------------------------------------------- |
| 2002年 | TIME SPENT WITH YOU           | セブン-イレブン「アイワイバンク銀行ATM」CMソング                                 |
| 2002年 | EYES IN THE SKY               | 北海道テレビ『NO MATTER BOARD（'02-'03シーズン）』2002年11月度オープニングテーマ |
| 2004年 | LOVE DISCHORD                 | NHK-FM『ミュージック・スクエア』2004年8・9月度オープニングテーマ                 |
| 2004年 | HIT IN THE USA                | テレビ東京系アニメ『BECK』オープニングテーマ                                     |
| 2005年 | FEEL                          | テレビ朝日系『アドレな!ガレッジ』4～6月度エンディングテーマ                      |
| 2005年 | I CAN SEE CLEARLY NOW         | 日本テレビ『汐留☆イベント部』オープニングテーマ（2005年 - ）                     |
| 2005年 | DAY AFTER DAY                 | スノーボード国際大会「X-TRAIL JAM in TOKYO DOME」'05公式イメージソング           |
| 2006年 | HEY×2 LOOK×2                  | 海外アニメ『Kappa Mikey』テーマソング                                            |
| 2006年 | SOLITAIRE                     | 日本テレビ系『2006 WBC』イメージソング                                           |
| 2006年 | TONIGHT,TONIGHT,TONIGHT       | テレビ東京系アニメ『BLEACH』オープニングテーマ（第75話 - 第97話）                |
| 2006年 | TONIGHT,TONIGHT,TONIGHT       | PSP用ゲームソフト「BLEACH 〜ヒート・ザ・ソウル3〜」CMソング                      |
| 2006年 | FREEDOM                       | スノーボード国際大会「X-TRAIL JAM in TOKYO DOME」'06公式イメージソング           |
| 2007年 | NICE DAY feat. BEAT CRUSADERS | テレビ東京系『JAPAN COUNTDOWN』2007年6月度エンディングテーマ                     |
| 2007年 | CUM ON FEEL THE NOIZE         | マツモトキヨシ「MKカスタマー水虫薬シリーズ」CMソング                             |
| 2007年 | WINTERLONG                    | テレビ東京系アニメ『獣神演武-HERO TALES-』オープニングテーマ                     |
| 2008年 | ありえないくらい奇跡          | アニメ映画『超劇場版ケロロ軍曹3 ケロロ対ケロロ天空大決戦であります!』主題歌      |
| 2008年 | E.M.O                         | TVQ九州放送『TVQスーパースタジアム』2008年度テーマソング                         |
| 2008年 | FOOL GROOVE                   | フジテレビ系『爆笑レッドカーペット』エンディングテーマ                           |
| 2008年 | WORK IT OUT                   | FC琉球テーマソング                                                               |
| 2008年 | SOLDIERS IN MY SOUL           | ムラサキスポーツCMソング                                                         |
| 2008年 | TIME FLIES, EVERYTHING GOES   | テレビ神奈川『saku saku』2008年6月度エンディングテーマ                           |
| 2008年 | TIME FLIES, EVERYTHING GOES   | チバテレ『MUSIC 03』オープニングテーマ                                           |
| 2008年 | PHANTOM PLANET                | PlayStation 3用ゲームソフト「リトルビッグプラネット」TV-CFソング                 |
| 2008年 | HAVE YOU SEEN HER HAPPY?      | 映画『小森生活向上クラブ』主題歌                                                 |
| 2009年 | TIME FLIES, EVERYTHING GOES   | TVQ九州放送『TVQスーパースタジアム』2009年度テーマソング                         |
| 2009年 | ウォーアイニー                | テレビ東京系アニメ『銀魂』エンディングテーマ（第164話 - 第176話）                |
| 2010年 | ウォーアイニー                | テレビ朝日系『シルシルミシルさんデー』エンディングBGM（2010年 - 2014年）         |

## CM出演
- マツモトキヨシ（2007年）

## 書籍
- Alternative Scorebook TABLATURE (2005年、シンコーミュージック・エンタテイメント)

### 関連書籍
- 橋本塁『SOUND SHOOTER featuring BEAT CRUSADERS』（2011年）
- ヒダカトオル『ヒダカトオルのROOTS CRUSADERS MANIA　～アダグジを作った名盤122～』 (2011年、ぴあ株式会社)
- カトウタロウ『タロウ、楽器屋、寄るってよ。　ツアーの合間に47都道府県の楽器店を訪ねたギタリスト』（2017年、リットーミュージック）